# توماس هوبر (رسام)
توماس هوبر (بالألمانية: Thomas Huber)‏ هو رسام وفنان سويسري، ولد في 14 يوليو 1955 في زيورخ في سويسرا.

## وصلات خارجية
- الموقع الرسمي
- توماس هوبر على موقع مونزينجر (الألمانية)